# Colura andoi
Colura andoi là một loài Rêu trong họ Lejeuneaceae. Loài này được Gradst. & Jovet-Ast mô tả khoa học đầu tiên năm 1986.